# Кейси Джонс (Черепашки-ниндзя)
Арнольд Бернид «Кейси» Джонс (англ. Arnold Bernid «Casey» Jones) — персонаж комиксов о Черепашках-ниндзя, созданный Кевином Истменом и Питером Лэрдом. Кейси Джонс задумывался как пародия на персонажей-линчевателей из других комиксов. У Кейси обычно длинные тёмные волосы, он носит хоккейную маску и обрезанные велосипедные перчатки, а оружие хранит в сумке для гольфа, надеваемой через плечо. Боевой клич: «Гунгала!»
Кейси — линчеватель, уличный мститель, бросивший вызов организованной преступности его родного города Нью-Йорка. Широко известен как один из главных союзников Черепашек-ниндзя, а также любовный интерес Эйприл О’Нил.
Персонаж приобрёл большую популярность и появлялся в различных медиа за пределами комиксов, в частности: мультсериале 1987 года, где его озвучил Пэт Фрэйли, мультсериале 2003 года, озвученный Марком Томпсоном, полнометражном мультфильме 2007 года в исполнении Криса Эванса, мультсериале 2012 года, где он говорил голосом Джоша Пека и мультсериале 2018 года, где была представлена женская версия персонажа по имени Кассандра Джонс в исполнении Зельды Уильямс. В мультфильме по мотивам мультсериала появился сам Кейси Джонс, озвученный Хэйли Джоэлом Осментом. В фильмах 1990 и 1993 его сыграл Элиас Котеас, а в фильме 2016 года роль исполнил Стивен Амелл.

## Создание и концепция
Кейси Джонс был создан Кевином Истменом и Питером Лэрдом в качестве пародии на персонажей-линчевателей из других комиксов. В 2009 году Истман рассказал, что натолкнуло его на создание героя:
«У меня была идея создать своего рода пародию на всех существующих персонажей-линчевателей, которые были в комиксах. Если мы рассмотрим такие классические примеры как Бэтмен и Сорвиголова, то увидим, что у всех этих персонажей произошло нечто трагичное в прошлом, из-за чего они выбрали путь самостоятельно бороться с преступностью. И я подумал, что было бы действительно забавно, если бы у нас был персонаж, который делал бы то же самое, но по причине просмотра чрезмерного количества плохих телепередач, таких как «Ти Джей Хукер» и «Команда „А“». В результате появился персонаж по имени Кейси Джонс, использующий в качестве оружия пару бейсбольных бит. Он носил хоккейную маску и спортивные штаны — создав образ из того, что было под рукой. В последний момент Пит сказал: «Почему бы не дать ему сумку для гольфа, в которой он будет носить своё оружие?» И я такой: «Чувак, вот оно!».
Тем не менее, история происхождения Кейси была переосмыслена сценаристом Тристаном Хью Джонсом в Tales of the Teenage Mutant Ninja Turtles #56, став более похожей на версию из мультсериала 2003 года.

## Биография

### Mirage и Image
Когда Джонс был ребёнком, банда Пурпурных драконов, возглавляемая молодым Ханом, подожгла магазин его отца, после чего убила его отца и взяла в заложники мать и сестру Кейси. Тяжело избитый юноша отказался сдаться и напал на Хана с ножом, сумев нанести удар в шею. В отместку Хан избил его до полусмерти. Это травмирующее событие привело к психическому и эмоциональному расстройству, в результате чего в глазах Кейси часто отображалось лицо Хана.
Первое появление Кейси Джонса состоялось в Raphael: Teenage Mutant Ninja Turtle, сольной серии Рафаэля. Рафаэль сталкивается с Кейси, когда тот избивает грабителей, останавливая его прежде чем Джонс успевает нанести смертельный удар. По окончании нескольких конфликтов Кейси и Раф, в конечном итоге, становятся друзьями. Позже он приходит на помощь черепашкам, Сплинтеру и Эйприл О’Нил, когда на них нападает воскресший Шреддер в доме Эйприл. Семеро сбегают и уезжают на ферму в Нортгемптон, штат Массачусетс, которая когда-то принадлежала бабушке Кейси. Примерно в этот момент Кейси «официально» становится частью семьи черепашек, и ферма какое-то время действует как второй дом для команды.
В комиксах Mirage Кейси предстаёт чрезвычайно жестоким человеком, даже в большей степени, чем Рафаэль, однако смягчается в течение серии. В сюжетной арке Shades of Gray Кейси случайно убивает подростка, который пытался ограбить его. После этого случая Кейси пристрастился к алкоголю, что усложнило его отношения с Эйприл.
Во время событий City at War, Кейси покидает ферму и отправляется в Лос-Анджелес, планируя отыскать Эйприл, но вместо этого встречает беременную женщину по имени Габриэль, в которую влюбляется и, впоследствии, женится на ней. Габриэль умирает во время родов, и Кейси остаётся заботиться о своей дочери, которой даёт имя Шэдоу. Развеяв прах Габриэль, Кейси возвращается в Нью-Йорк вместе с Шэдоу, чтобы остаться со своей матерью. В результате случайной встречи Кейси воссоединяется с Эйприл, когда она приходит покупать многоквартирный дом, принадлежащий матери Кейси. Во время этой встречи выяснилось, что настоящее имя Кейси — Арнольд, но он предпочитает использовать только своё второе имя.
Со временем отношения между Кейси и Эйприл восстанавливаются. В четвёртом томе он и Эйприл женятся и начинают воспитывать Шэдоу как свою дочь, в то же время мечтая завести собственного ребенка. В конце концов Эйприл покидает Кейси и Шэдоу, узнав, что не является человеком, будучи нарисованной волшебной ручкой Кирби. Пока Эйприл приходит в себя на Аляске, Кейси отправляется в ночные клубы, чтобы заглушить свои печали. Он встречается с лидером клана Фут Караи в одном из этих клубов и, после нескольких выпивок, просыпается в убежище Караи, не помня о прошлой ночи. Эта сюжетная линия осталась незавершённой, поскольку четвёртый том не был закончен.

### Archie Comics
Несмотря на упоминание, Кейси Джонс никогда не появляется в Teenage Mutant Ninja Turtles Adventures Archie Comics.

### Dreamwave Productions
В Teenage Mutant Ninja Turtles #4 от Dreamwave Productions Кейси Джонс является центральным персонажем. Когда Кейси был ребёнком, он проявлял беспокойство в те моменты, когда банда Пурпурных драконов вымогала деньги у его отца и грозила тому расправой. Мистер Джонс в жёсткой форме доносил до сына, что тот никогда не должен сдаваться и обязан дать отпор несмотря ни на что. Однажды Пурпурные драконы во главе с Ханом подожгли магазин семьи Джонс. В тот день Кейси ранил Хана в ногу разбитой бутылкой. В ярости Хан заставил своих головорезов избить Кейси до полусмерти. Прежде чем его выписали из больницы из-за отсутствия страховки, у Кейси диагностировали повреждение головного мозга в результате побоев. Вскоре после этого мистер Джонс отправился на поиски Хана, чтобы отомстить, однако так и не вернулся домой. Затем мама Кейси отправилась на поиски своего мужа и тоже исчезла. С того момента Кейси потерял самообладание и убеждал себя, что его отец и мать всё ещё живы и просто ждут, пока Кейси очистит улицы от всех Пурпурных драконов, прежде чем смогут вернуться назад.

### IDW Comics
В серии Teenage Mutant Ninja Turtles, выпущенной IDW Publishing, Кейси представлен как молодой стипендиат колледжа. После смерти его матери от рака, его отец стал бандитом-алкоголиком, который вымещал свое ежедневное разочарование на сыне. В одном из таких случаев Кейси был спасен от ещё одного жестокого избиения Рафаэлем, который в то время вёл уединённую жизнь уличного бродяги после своей мутации (не подозревая, что его ищет семья), и они быстро стали друзьями и товарищами-линчевателями, пока Рафаэль не воссоединился со своей семьёй, после чего Кейси познакомился с тремя другими черепахами и подружился с ними.

## Телевидение

### Мультсериал 1987 года

Кейси Джонс в мультсериале «Черепашки-ниндзя» 1987 года.

В мультсериале мультсериале 1987 года Кейси Джонса озвучил Пэт Фрэйли. Кейси представлен как сумасшедший линчеватель, напоминающий Грязного Гарри, который преследует всевозможных преступников, от грабителей до мусорщиков. Он никогда не снимает маску, даже когда переодевается в деловой костюм. Появляясь всего в пяти эпизодах сериала, данная версия Кейси не играет важной роли, как в комиксах: у него не формируются дружба с Рафом и отношения с Эйприл.

### Мультсериал 2003 года

Кейси Джонс в мультсериале «Черепашки-ниндзя» 2003 года.

Кейси Джонс, озвученный Марком Томпсоном, является одним из главных героев мультсериала «Черепашки-ниндзя» 2003 года. В детстве Кейси потерял отца, когда тот отказался платить дань Пурпурным драконам, во главе с Ханом, которые также сожгли их семейный магазин. Некоторое время спустя, Кейси познакомился с молодыми черепашками-ниндзя, каждый из которых пытался научить его постоять за себя перед уличными хулиганами. Поскольку черепашки были в маскировке, а Кейси представился своим первым именем, в дальнейшем никто не подозревал об этой встрече.
Как и в комиксах, Кейси стал линчевателем и столкнулся с Рафаэлем во время избиения Пурпурных драконов. Благодаря Рафу и его братьям, Кейси усмирил свой гнев и стал верным другом и союзником мутантов-ниндзя. Впоследствии он познакомился с их учителем Сплинтером и ещё одним другом из числа друзей по имени Эйприл, с которой у него сформировались непростые отношения. Во время нападения на антикварный магазин Эйприл Шреддера во главе с кланом Фут, Кейси помог черепашкам, Сплинтеру и Эйприл в битве, а затем перевёз их в загородной дом своей бабушки, чтобы помочь Леонардо восстановить свои силы. Вернувшись в Нью-Йорк, Кейси остался охранять Эйприл в убежище черепах, а затем помогал группе проникнуть в здание TCRI, когда те искали Сплинтера и в их последующей эвакуации, когда здание окружили военные. В серии «Возвращение Нано» состоялась первая попытка перенести Кейси и Эйприл на следующий уровень. В дальнейшем Кейси бок о бок с черепашками участвовал в войне между кланом Фут, Пурпурными драконами и гангстерами и возглавлял группу людей во время вторжения Трицератонов. В финале 3 сезона, Кейси помогал черепашкам и Сплинтеру в саботировании отбытия Шреддера в космос, а затем обеспечил им убежище в доме бабушки. Во время противостояния с Тенгу Шреддером, Кейси добровольно остался охранять Эйприл, пропустив битву, поскольку, по его словам, он любит Эйприл гораздо сильнее, чем сражения. В 6 сезоне черепашки попали в 2105 год, где познакомились с Коуди Джонсом, потомком Кейси и Эйприл. В финале 7 сезона и всего мультсериала состоялась свадьбу Кейси и Эйприл, где все их друзья и союзники помогли остановить Кибер Шреддера.
В полнометражном мультфильме «Черепашки навсегда», послужившим эпилогом мультсериала, Кейси участвовал в отражении нападения мутантов Шреддера и клана Фут на город Нью-Йорк.

### Мультсериал 2012 года
В мультсериале 2012 года Кейси Джонса озвучил Джош Пек.

### Мультсериал 2018 года
В мультсериале «Эволюция Черепашек-ниндзя» 2018 года появляется женская версию персонажа по имени Кассандра «Кейси» Джонс, которую озвучила Зельда Уильямс.
Более традиционный вариант Кейси Джонса, которого озвучил Хэйли Джоэл Осмент, появляется в полнометражном мультфильме продолжающем события мультсериала, где является пришедшим из будущего сыном Кассандры Джонс.

## Кино

Элиас Котеас в роли Кейси Джонса в фильме «Черепашки-ниндзя III» 1993 года.

В фильме «Черепашки-ниндзя» 1990 года роль Кейси Джонса исполнил Элиас Котеас. В прошлом он был хоккеистом, ставшим линчевателем в результате досрочного завершения карьеры из-за полученной спортивной травмы. Он встречает Рафаэля во время избиения уличных грабителей. Рафаэль не даёт Кейси причинить вред ворам, из-за чего Кейси вымещает свою злость на Рафаэля. Позже Кейси замечает Рафаэля на крыше жилого дома в окружении ниндзя клана Фут и приходит на помощь черепашкам в последовавшим за этим нападении. Микеланджело называет его «Уэйном Гретцки на стероидах». Впоследствии Кейси присоединяется к черепашкам в битве против Шреддера и клана Фут и участвует в спасении Сплинтера из штаб-квартиры Фут. Именно Джонс раздавливает Шреддера в мусоровозе.
В фильме «Черепашки-ниндзя III» 1993 года Кейси, вновь сыгранный Котеасом, по просьбе черепашек помогает Сплинтеру присматривать за четырьмя японцами из прошлого, очутившимися в настоящем, в то время как черепашки попадают в феодальную Японию. Также Котеас сыграл предка Кейси по имени Уит, который, как и его потомок, в конечном итоге помогает черепахам и влюбляется в Эйприл.
В полнометражном мультфильме «Черепашки-ниндзя» 2007 года Кейси озвучил Крис Эванс. По сюжету, Кейси состоит в романтических отношениях с Эйприл и работает доставщиком в её судоходной компании, тогда как по ночам он продолжает деятельность линчевателя. Однажды он встречает Рафаэля, выступающего под именем Ночной всевидящий. В дальнейшем Кейси, Эйприл, черепашки и Сплинтер совершают набег на логово Макса Винтерса. Также Кейси и Эйприл помогают Караи и клану Фут с поимкой 13 монстра.
В 2011 году состоялся выход фанатского фильма «Кейси Джонс», где роль главного героя исполнил Марти Морено.
Стивен Амелл исполнил роль Кейси Джонса в картине «Черепашки-ниндзя 2» 2016 года. Джонс представлен как вспыльчивый полицейский из Нью-Йорка, мечтающий стать детективом. После бегства Шреддера, Бибопа и Рокстеди, последние из которых угоняют автомобиль Кейси, тот решает выследить обоих преступников в одиночку. Выследив их до здания TCRI, Джонс спасает Эйприл О’Нил от преследующих её ниндзя клана Фут. Затем он знакомится с черепашками и помогает им выкрасть мутаген из полицейского участка. Когда черепашки становятся объектами преследования полиции, Кейси и Эйприл выигрывают для них достаточно времени, чтобы те могли скрыться. В финальной битве Кейси побеждает Бибопа и Рокстеди, после чего приглашает Эйприл на свидание.
Кейси Джонс появился в мультфильме «Эволюция Черепашек-ниндзя» 2022 года, где его озвучит Хэйли Джоэл Осмент. Он является сыном Кассандры Джонс из будущего, где его тренировали Черепашки-ниндзя. По сюжету, Кейси отправляется в прошлое, чтобы предупредить братьев-мутантов о предстоящей опасности.

## Видеоигры
- Кейси Джонс является игровым персонажам в Teenage Mutant Ninja Turtles: Tournament Fighters в версиях для NES и Sega Genesis, а также фигурирует в уровне Донателло  в версии для SNES.
- В Teenage Mutant Ninja Turtles: The Manhattan Missions Кейси спасает черепашек в том случае, когда у них заканчивается здоровье[18].
- В игре Teenage Mutant Ninja Turtles 2003 года, основанной на одноимённом мультсериале, вновь озвученный Томпсоном[19] Кейси выступает боссом в режиме истории за Рафаэля. После победы над ним, персонаж становится игровым.
- Кейси выступает в качестве альтернативы Рафаэля в Teenage Mutant Ninja Turtles 2: Battle Nexus. Персонажа снова озвучил Марк Томпсон[20].
- Кейси фигурирует в играх Teenage Mutant Ninja Turtles 3: Mutant Nightmare[21] и Teenage Mutant Ninja Turtles Legends.
- В играх Teenage Mutant Ninja Turtles: Mutant Melee[22] и Teenage Mutant Ninja Turtles: Smash-Up Кейси также является играбельным персонажем. В обоих случаях Томпсон вернулся к озвучиванию[23].
- Кейси стал игровым персонажем в игре Teenage Mutant Ninja Turtles: Shredder’s Revenge 2022 года[24]

## Товары
В 1989 году Playmates выпустила фигурки по мультсериалу 1987 года, одной из которых был Кейси Джонс. В 2018 году NECA выпустила маску Кейси Джонса, смоделированную на основе его появления из фильма 1990 года. Также NECA выпустила фигурку самого Джонса в исполнении Элиаса Котеаса.